# 森恵美
森 恵美（もり えみ、1963年9月22日 - ）は、日本の女優。福島県出身。TMコーポレーション、希楽星所属。身長155 cm。

## 略歴
桐朋学園芸術短期大学芸術学科演劇専攻、劇団青年座実習科出身。
子供を3人育て上げ、家族の協力のもとに第二の人生として女優業を行っている。

## 人物
英検3級、食物2級の資格を持っている。
趣味はカラオケ、ダンス。
特技はパントマイム、日本舞踊、殺陣、ダンス、着付け。

## 出演

### 映画
- 俺のヒロイン（時期不明） - 大女優 役
- 純愛に生きる南国の果実（時期不明） - 美波 役
- あさひるばん（2013年11月29日） - 森紀美子 役
- 父の構図（2013年） - 相原智代 役
- Happy Birthday（2013年） - タケルの母 役
- ココニ・イルヨ（2014年） - 早川凛 役
- サーチン・フォー・マイ・フューチャー（2015年） - 林 役
- 軽やかに地平を狙え!（2015年） - 関節子 役
- 上田慎一郎ショートムービーコレクション「ナポリタン」（2016年） - 酒井佐知子 役
- ミスムーンライト（2017年）
- あまのがわ（2019年） - 中迫美里 役
- 星に語りて（2019年） - 小沢絹 役
- 次は何に生まれましょうか（2020年）
- ミは未来のミ（2020年）
- SEASONS OF WOMAN「雪の女」（2020年）
- 「16」と10年。遠く。（2021年）
- 最強殺し屋伝説国岡 完全版（2021年）
- ダイナマイト・ソウル・バンビ（2022年）
- 不倫ウイルス（2022年）
- いまダンスをするのは誰だ?（2023年） - 木場秀子 役
- カオルの葬式（2024年） - 前田真佐江 役[2]

### テレビドラマ
- おかしな刑事（時期不明、テレビ朝日） - お祭りの客 役
- 大河ドラマ 春の波涛（1985年、NHK） - 芸者 役
- 妖怪人間ベム（2011年、日本テレビ） - 給食のおばちゃん 役
- ラスト♡シンデレラ（2013年、フジテレビ） - 美樹の親族 役
- 配達されたい私たち（2013年、WOWOW） - 活動家 役
- 白衣のなみだ（2013年、フジテレビ） - 看護師 役
- 喰う寝るふたり 住むふたり（2014年、NHK） - 三枝 役
- 福家警部補の挨拶（2014年、フジテレビ）
- 生きたい たすけたい（2014年、NHK） - クロマツ 役
- 限界団地（2018年、フジテレビ） - 寺内美沙子 役
- よつば銀行 原島浩美がモノ申す! ～この女に賭けろ～（2019年、テレビ東京） - お手伝いさん 役
- 初めて恋をした日に読む話（2019年、TBS） - 春見光子 役

### 舞台
- 妖精の探し方 - 靖子 役
- Turn over - 進一の母 役
- 俺たちはペ・天使だ - 清水刑事 役
- トリプル - ニュースキャスター 役
- エール
- 石川さゆり公演 明治座 - 芸者 役
- 浮世の常 - かめ 役

### CM
- クレンズダイエット
- 骨盤ホームシェーバー
- 美顔グローブ
- 東京三菱UFJ銀行
- NHKオンデマンド
- 大江戸温泉
- バーガーキング
- カーブス
- SBI保険
- オービィ横浜
- 那須温泉映画祭
- ANA
- エクステボーテ化粧品
- 富士観光
- 松竹梅
- LOVOT

### 再現VTR
- あなたの知らない世界（時期不明、日本テレビ）
- Mr.サンデー（時期不明、フジテレビ）
- 秘密のケンミンSHOW（時期不明、日本テレビ）
- サラメシ（2014年、NHK）

### その他
- VP「中央区高層マンション」 - 高野サナエ 役
- ロート製薬 -瞳に残るあの日の思い出コンテスト- 優秀作品「母の愛」 - 滝沢恵子 役